# Schizonycha neglecta
Schizonycha neglecta är en skalbaggsart som beskrevs av Karl Henrik Boheman 1857. Schizonycha neglecta ingår i släktet Schizonycha och familjen Melolonthidae. Inga underarter finns listade i Catalogue of Life.